# Олексиенко, Михаил Владимирович
Михаил Владимирович Олексиенко (род. 30 сентября 1986, Львов) — украинский шахматист, гроссмейстер (2005). Чемпион Украины 2016 года. Тренер — Грабинский Владимир Александрович.

## Биография
- В 2003 году окончил Львовский физико-математический лицей.
- В 2008 году окончил механико-математический факультет Львовского национального университета имени И. Франко. Сейчас продолжает учёбу в аспирантуре в ИППММ НАН Украины.
- В 2002 году получил звание международного мастера. В 2005 году стал международным гроссмейстером.

## Достижения
2002 г.:
- 2-е место на чемпионате Украины до 16 лет
- 5-е место на чемпионате Европы до 16 лет

2004 г.:
- 3-е место на чемпионате Украины до 20 лет
- 2-е место (11½ из 15) на мемориале Васылишина (первая норма мг)
- Дошёл до четвертьфинала чемпионата Украины среди мужчин, обыграв П. Ельянова и С. Федорчука.

2005 г.:
- 5-е место (7 из 9) на международном турнире в Cappelle la Grande, Франция (вторая норма мг)
- 1-е место (7½ из 9) на международном турнире Summer Open Olomouc (Чехия)
- 4-15 место (6½ из 9) на международном турнире InAUTOmarket Open, Минск, Беларусь (последняя норма мг)

2006 г.:
- 1-е место (7½ из 9) на международном турнире Breizh Masters (Франция)
- 2-е место (7 из 9) на международном турнире Pardubice Open (406 участников, 58 МГ, 120 ММ, Чехия)
- 1-е место (8 из 9) на международном турнире Instalplast (Украина)

2007 г.:
- 1-е место (7 из 9) на международном турнире Cinquieme Breizh Masters (Франция)
- 6-е место (7 из 9) на международном турнире Pardubice Open (Чехия)
- 1-2-е место (11 из 15) на международном турнире Мемориал Васылишина (Украина)

2009 г.:
- 1-3 место (6½ из 9) на международном турнире 80-летия Виктора Карта (Украина)
- 2-3 место (8 из 12) на международном турнире First Saturday (Венгрия)

2010 г.:
- 1-3 место (7 из 9) на международном турнире IV Torneo Internacional A.D.San Juan (Pamplona, Испания)

## Изменения рейтинга
| Графики недоступны из-за технических проблем. См. информацию на Фабрикаторе и на mediawiki.org. |